# Andy Sierens
Andy Sierens (Knesselare, Oost-Vlaanderen, 10 oktober 1986 - Gent, 16 december 2008) was een rapartiest, optredend onder het pseudoniem Vijvenveertig. Zijn muzikale voorkeur leidde hem na opleidingen in de elektrotechniek en elektronica naar de studie voor geluidstechnicus in Gent. Zijn carrière werd onderbroken doordat er in 2006 kanker bij hem vastgesteld werd. Na chemokuren en bestralingen leek Sierens genezen en hij pakte in de lente van 2008 het leven en zijn baan als interieurschilder weer op. In september 2008 leek de kanker opnieuw bezit te nemen van zijn lichaam. Als mogelijk kankerpatiënt zag hij in het VTM programma Hart Voor Mekaar zijn grootste droom in vervulling gaan: samen met Geike Arnaert van Hooverphonic zijn eigen compositie "Mijn Leven" opnemen. Het nummer komt voor op zijn album "Mijn Boane", een album vol autobiografische nummers over zijn strijd tegen kanker, dat hij op zijn 22e verjaardag uitbracht in samenwerking met de vzw OIGO.
Sierens stierf aan non-hodgkinlymfoom voordat de aflevering op 28 januari 2009 werd uitgezonden. "Mijn Leven" stond vanaf 14 februari een week op Nummer 1 in de Ultratop 50, zakte naar 26, maar kwam op 28 februari weerom voor één week terug op de koppositie nadat het programma Hart Voor Mekaar op VTM herhaald was.

## Discografie

### Singles
| Single met hitnotering(en) in de Vlaamse Ultratop 50 | Datum van verschijnen | Datum van binnenkomst | Hoogste positie | Aantal weken | Opmerkingen                                              |
| ---------------------------------------------------- | --------------------- | --------------------- | --------------- | ------------ | -------------------------------------------------------- |
| Mijn Leven                                           | 2008                  | 14-2-2009             | 1(2wk)          | 9            | als Andy Sierens A.K.A. Vijvenveertig feat. Hooverphonic |